# Radnice v Gredingu
Radnice v Gredingu je stavba v Gredingu, zemský okres Roth (Bavorsko), stojící na Marktplatz 11. Byla postavena roku 1699. Je chráněnou památkou. Stojí na místě radnice, která byla vypálena švédskými vojáky roku 1633.
Barokní budova je patrová, s velkým štítem a sanktusníkem. Byla pravděpodobně postavena dvorním architektem Jakobem Engelem. V letech 1935 až 1937 proběhla její rekonstrukce pod vedením Fritze Mayera. Na fasádě je erb prince biskupa Johanna Martina von Eyb (1697-1704), protože Greding patřil až do sekularizace v roce 1803 pod biskupství Eichstätt.